# Léon Rosenfeld
Léon Rosenfeld (Charleroi, 14 agosto 1904 – Copenaghen, 23 marzo 1974) è stato un fisico belga.
Ottenne il dottorato all'Università di Liegi nel 1926, e fu collaboratore di Niels Bohr. Lavorò all'inizio in elettrodinamica quantistica e con Bohr scrisse, nel 1933, un famoso articolo sulla misurabilità dei campi elettromagnetici.
Insieme al fisico Frederik Belinfante, Rosenfeld è noto per aver derivato il tensore energia impulso di Belinfante–Rosenfeld. Fu uno dei fondatori della rivista 'Nuclear Physics' e inoltre coniò il termine leptone. Nel 1949 Léon Rosenfeld ebbe il premio Prix Francqui per le scienze esatte.